# Karl Ludwig (Maler)
Karl Julius Emil Ludwig, auch Carl Ludwig (* 18. Januar 1839 in Römhild, Herzogtum Sachsen-Meiningen; † 17. September 1901 in Berlin), war ein deutscher Landschaftsmaler der Münchner Schule.

## Leben
Ludwig war ein Bruder der Malerin Auguste Ludwig und der Schriftstellerin Julie Ludwig (1832–1894), sowie ein Cousin des Schriftstellers Otto Ludwig. Er begann in Nürnberg und München mit der Bildhauerkunst. 1857 wechselte er zur Malerei. Am 18. November 1862 wurde er Student der Akademie der Bildenden Künste München. Dort war Carl Theodor von Piloty einer seiner Lehrer.
Wiederholt unternahm Ludwig Studienreisen, die in die oberbayerischen Alpen, in den Böhmerwald und nach Oberitalien führten. 1868 siedelte er nach Düsseldorf über, wo er Mitglied des Künstlervereins Malkasten und die finnische Landschaftsmalerin Fanny Churberg seine Privatschülerin war. 1877 erhielt er von der Kunstschule Stuttgart einen Ruf als Professor für Landschaftsmalerei (Nachfolge Heinrich Funk). Dort war unter anderem Bernhard Buttersack sein Schüler.
1880 legte er sein Lehramt nieder und zog nach Berlin, wo er seit 1884 ordentliches Mitglied der Akademie war. 1891 ernannt ihn die Münchner Akademie zum Ehrenmitglied. Bei der Wiener Weltausstellung 1873 erhielt er eine Medaille, eine kleine goldene Medaille auf der Berliner Akademie-Ausstellung 1883, ebenfalls eine Medaille auf der II. Münchner Jubiläums-Ausstellung 1888 und auf der II. internationalen Berliner Kunstausstellung 1891.
Karl Ludwig starb 1901 im Alter von 62 Jahren in Berlin. Seine letzte Ruhestätte fand er auf dem Alten Zwölf-Apostel-Kirchhof in Schöneberg bei Berlin. Das Grab ist nicht erhalten.

## Werke (Auswahl)
- Deutsche Landschaft (Herbstliche Mittelgebirgslandschaft mit Wald und Heide), Kunstmuseum Düsseldorf[5]
- Aus dem Teutoburger Walde
- Auf dem Hohen Fraßen
- Wolkenverhangene Hochgebirgslandschaft
- Winter im Lütschinentale
- Herbstabend im Eisacktal in Südtirol